# Neopetrosia truncata
Neopetrosia truncata är en svampdjursart som först beskrevs av Ridley och Arthur Dendy 1886.  Neopetrosia truncata ingår i släktet Neopetrosia och familjen Petrosiidae.
Artens utbredningsområde är Filippinerna. Utöver nominatformen finns också underarten N. t. aruensis.